# Ricky Stromberg
Richard Stromberg (Tulsa, Oklahoma; 10 de noviembre de 2000) más conocido como Ricky Stromberg, es un jugador profesional estadounidense de fútbol americano, se desempeña en la posición de center en Washington Commanders, en la National Football League (NFL).

## Carrera
Hizo su debut profesional con el equipo Washington Commanders, lleva jugando una temporada, comenzó en el 2023.